# Knäckning

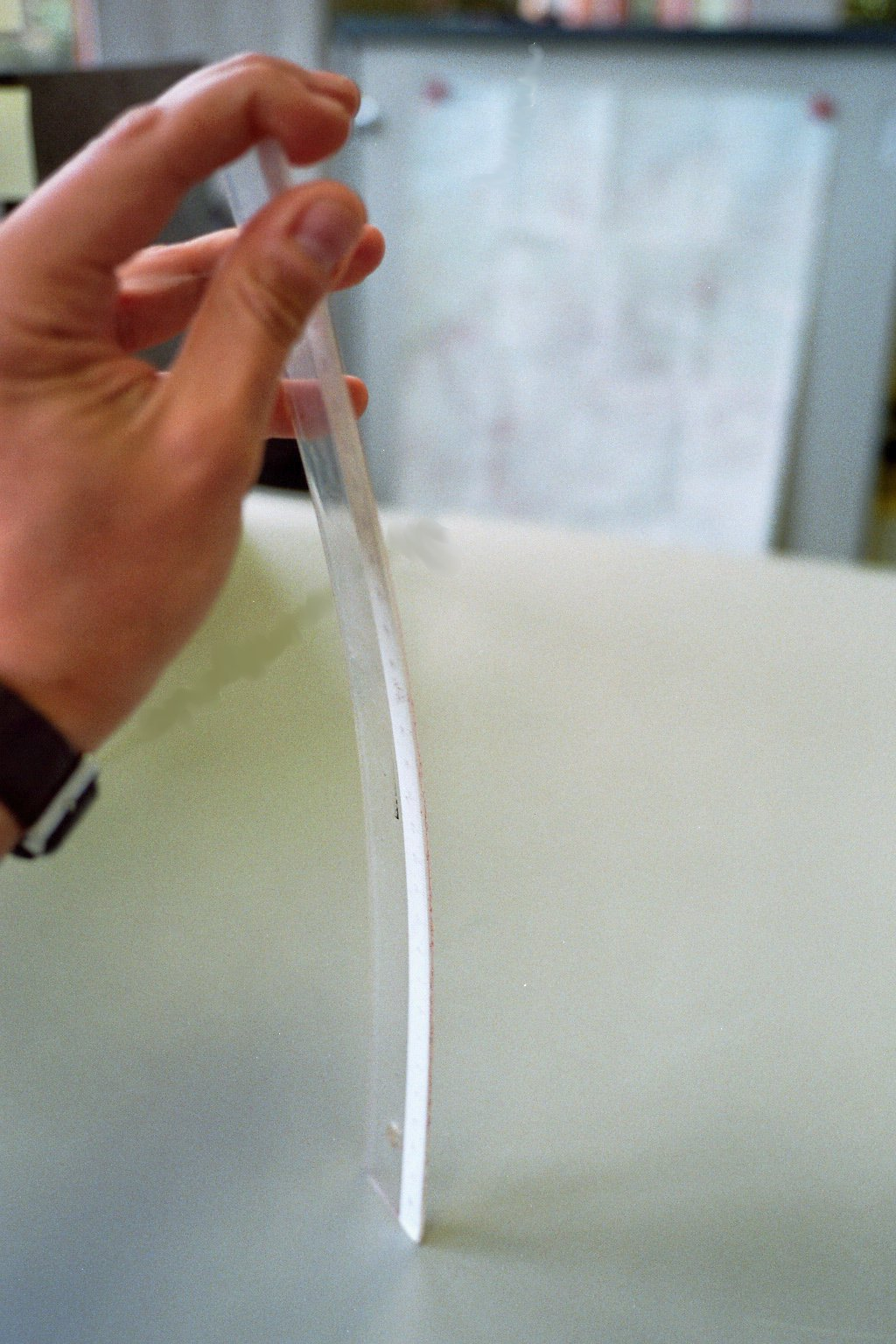
Knäckning av plastlinjal

Knäckning är inom mekanik och hållfasthetslära ett instabilitetsfenomen för långsmala kroppar (såsom balkar, stänger eller pelare) som är belastade med en tryckkraft i sin längsriktning. Fenomenet innebär att vid en viss kritisk last, den så kallade knäckkraften eller knäcklasten, sker en kraftig formförändring i form av utböjning av balken, vilket kan leda till att pelaren brister. Så länge kraften understiger knäckkraften sker en mycket liten formförändring av pelaren, enbart en elastisk förkortning som kan beräknas med elasticitetsmodulen.
Beräkning av hållfasthet mot knäckning används exempelvis vid dimensionering av bropelare.

## Eulers knäckningsfall

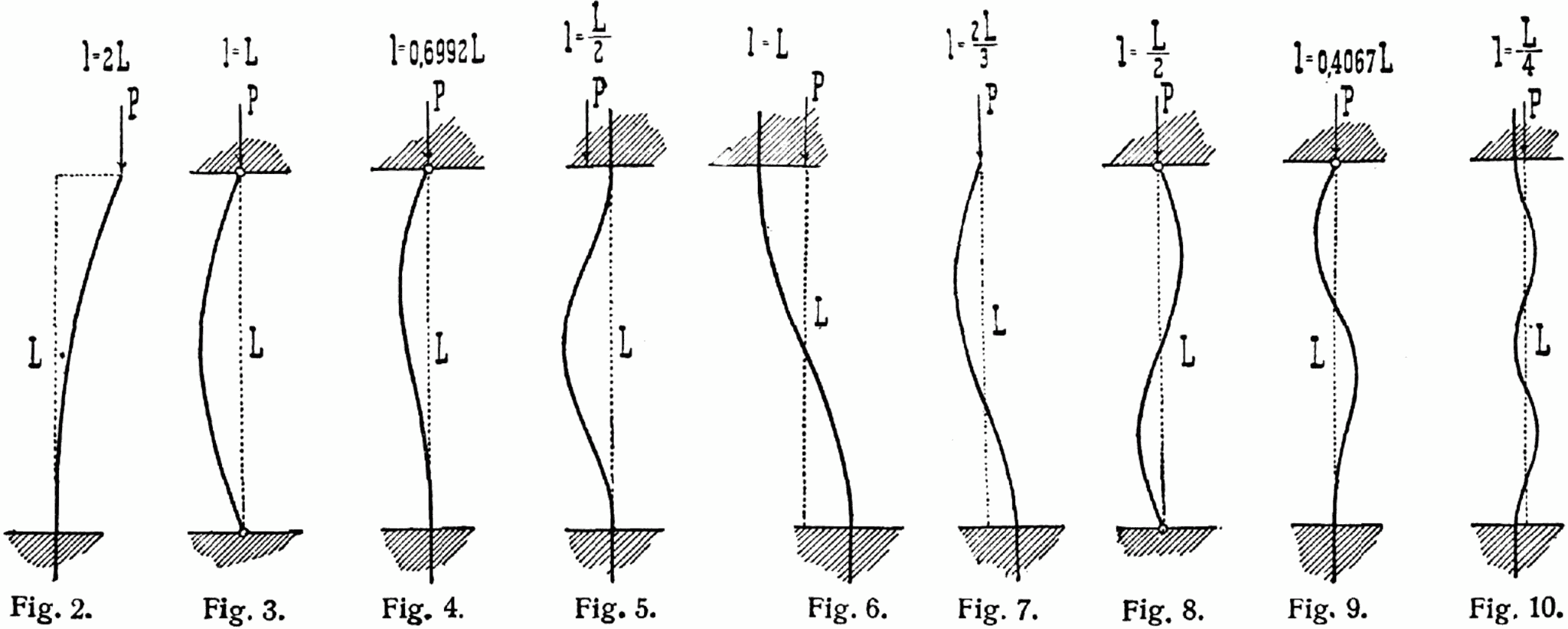
Knäckningsfall

Leonhard Euler var den förste som studerade knäckning, det vill säga balkteori för en stång som belastas med tryck i riktning ände mot ände. Han identifierade 4 olika knäckningsfall, som medför olika knäckkrafter för en pelare av samma dimension:
1. Stångens ena ände fast inspänd, den andra fri. Knäckkraften blir i detta fall: {\displaystyle P_{k}=\pi ^{2}{\frac {EI}{4L^{2}}}}
2. Stångens båda ändar ledade. Knäckkraften blir i detta fall: {\displaystyle P_{k}=\pi ^{2}{\frac {EI}{L^{2}}}}
3. Stångens ena ände fast inspänd, den andra ledbart lagrad. Knäckkraften blir i detta fall: {\displaystyle P_{k}\approx 2,05\pi ^{2}{\frac {EI}{L^{2}}}}
4. Stångens båda ändar fast inspända. Knäckkraften blir i detta fall: {\displaystyle P_{k}=4\pi ^{2}{\frac {EI}{L^{2}}}}
5. Man talar ibland om ett femte knäckningsfall som är ett specialfall av det fjärde, där stångens ena ände är fast inspänd i en vagn som tillåter en vinkelrät förskjutning mot stångens längdriktning. Den andra änden är fast inspänd. Knäckkraften blir i Eulers femte knäckningsfall: {\displaystyle P_{k}=\pi ^{2}{\frac {EI}{L^{2}}}}

I dessa formler är Pk knäckkraften (kallas även för knäcklasten och kan även skrivas som Pkr), E elasticitetsmodulen för materialet, I balkens eller stångens lägsta böjtröghetsmoment och L balkens eller stångens längd.
Formlerna ovan visar att den största last som stången kan bära innan den knäcks i hög grad beror på det sätt som dess ändar är fastsatta på.